# Міян-Махале-Ґольрудбар
Міян-Махале-Ґольрудбар (перс. ميان محله گلرودبار) — село в Ірані, у дегестані Баз-Кія-Ґураб, у Центральному бахші, шагрестані Ляхіджан остану Ґілян. За даними перепису 2006 року, його населення становило 503 особи, що проживали у складі 145 сімей.

## Клімат
Середня річна температура становить 14,72 °C, середня максимальна – 28,64 °C, а середня мінімальна – 0,28 °C. Середня річна кількість опадів – 1161 мм.
| Клімат поселення                              | Клімат поселення | Клімат поселення | Клімат поселення | Клімат поселення | Клімат поселення | Клімат поселення | Клімат поселення | Клімат поселення | Клімат поселення | Клімат поселення | Клімат поселення | Клімат поселення | Клімат поселення |
| Показник                                      | Січ.             | Лют.             | Бер.             | Квіт.            | Трав.            | Черв.            | Лип.             | Серп.            | Вер.             | Жовт.            | Лист.            | Груд.            |                  |
| Середній максимум, °C                         | 9,46             | 9,72             | 12,11            | 18,04            | 22,00            | 25,76            | 28,64            | 28,29            | 25,29            | 21,31            | 16,90            | 12,56            |                  |
| Середня температура, °C                       | 4,87             | 5,13             | 7,52             | 13,44            | 17,40            | 21,18            | 24,32            | 23,98            | 20,96            | 17,00            | 12,58            | 8,25             |                  |
| Середній мінімум, °C                          | 0,28             | 0,52             | 2,92             | 8,85             | 12,81            | 16,56            | 19,98            | 19,65            | 16,64            | 12,70            | 8,26             | 3,94             |                  |
| Норма опадів, мм                              | 114              | 94               | 86               | 46               | 46               | 32               | 32               | 60               | 131              | 205              | 172              | 143              |                  |
| Середньомісячна швидкість вітру, м/с          | 2.40             | 2.50             | 2.50             | 2.40             | 2.40             | 2.60             | 2.60             | 2.34             | 2.10             | 2.09             | 2.00             | 2.12             |                  |
| Середньомісячна сонячна радіація, кДж/м²·день | 7023             | 9111             | 11078            | 15571            | 19788            | 21747            | 22330            | 18944            | 15411            | 10845            | 8663             | 6667             |                  |
| --------------------------------------------- | ---------------- | ---------------- | ---------------- | ---------------- | ---------------- | ---------------- | ---------------- | ---------------- | ---------------- | ---------------- | ---------------- | ---------------- | ---------------- |
| Джерело:                                      |                  |                  |                  |                  |                  |                  |                  |                  |                  |                  |                  |                  |                  |